# Muara
Muara (Malaiisch Pekan Muara) ist eine Stadt im Sultanat Brunei an der Nordküste der Insel Borneo. Das Wort Muara ist die malaysische Bezeichnung für Flussmündung.

## Geografie

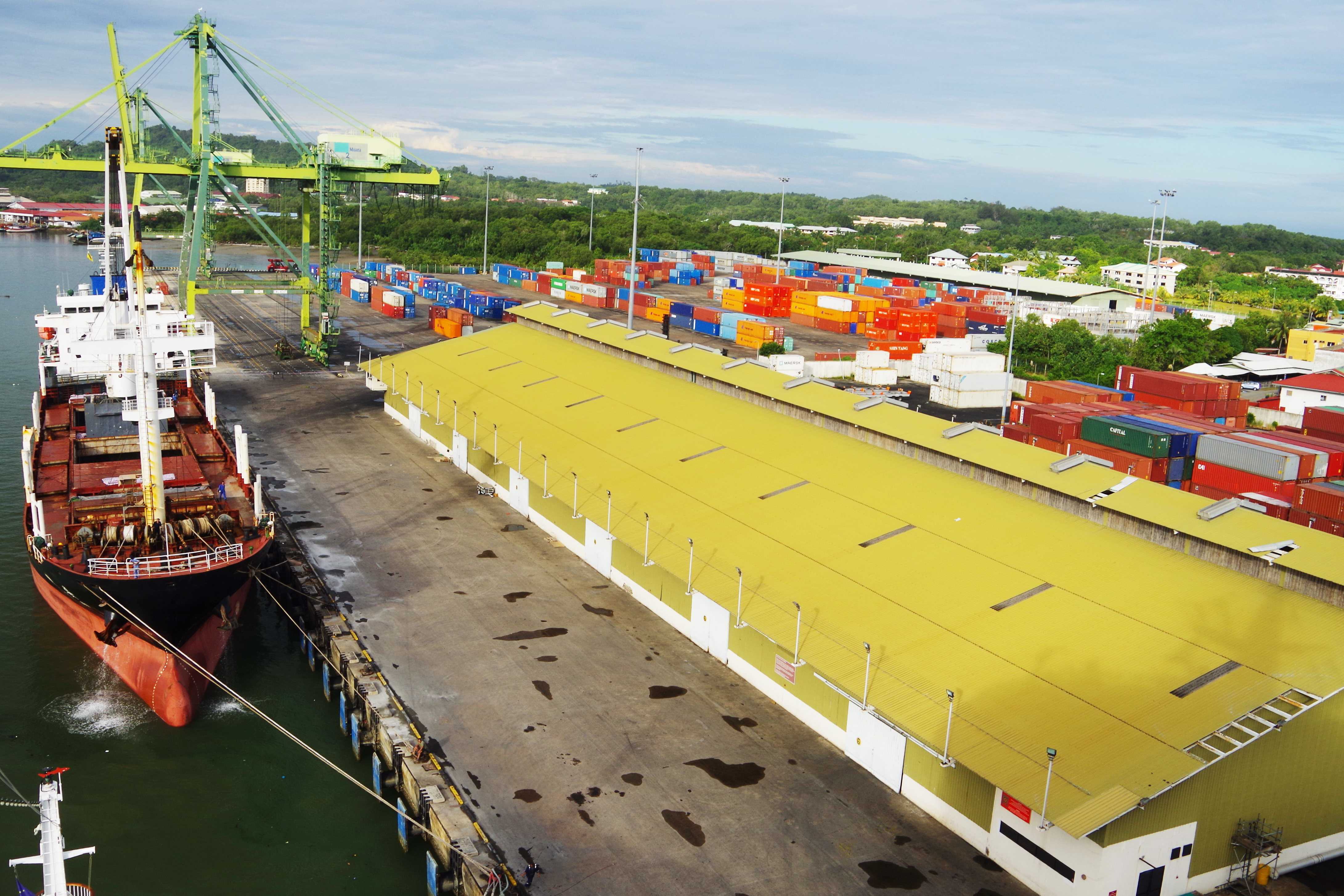
Hafen von Muara

Muara liegt auf der nordöstlichen Spitze von West Brunei und verleiht ihren Namen dem Distrikt Brunei-Muara des Sultanats.
Die Stadt ist Teil des Mukim Serasa und grenzt im Norden an das Südchinesische Meer, im Osten an die Brunei Bay, während sie im Westen und Süden an den Rest des Mukim Serasa angrenzt. Auf der anderen Seite des 50 Meter breiten und 10 Meter tiefen Kanals zum Hafen der Stadt liegt das Kap Tanjung Pelumpong, heute ein beliebter Freizeit- und Ausflugsort. Muara ist das malaiische Wort für Flussmündung, das mehrfach in geografischen Bezeichnungen in Südostasien vorkommt.

## Geschichte
Muara entwickelte sich aus einem Fischerdorf, nachdem es als Verladepunkt für den Export von Steinkohle zur Brennstoffversorgung von Dampfschiffen aus der in der Nähe liegenden Zeche Brooketon diente. Diese war ab 1883 durch Charles Johnson Brooke, dem Weißen Raja von Sarawak aufgebaut worden mit eigener Polizei, Postamt etc. Nach dem Ersten Weltkrieg und der folgenden Wirtschaftsflaute, gab der Raja 1921 seine exterritorialen Rechte in der Zeche Brooketon auf und schloss die Zeche im Jahre 1924.
Das Kaiserreich Japan besetzte Brunei im Dezember 1941 während des Zweiten Weltkriegs und beutete die Steinkohlevorkommen für örtliche Verwendung aus. Im  Juni 1945 wurden Muara und Brunei im Rahmen der Operation Oboe von australischen Truppen befreit und wurde danach von britischen Militärs vorläufig verwaltet.

## Wirtschaft
In den 1960er Jahren wurde unter dem Sultan Omar Ali Saifuddin III. der Hafen von Muara zu einem Tiefwasserhafen ausgebaut. Dazu gehörte einmal der Durchstich vor dem Kap Tanjung Pelumpong der größeren Schiffen den Zugang zum Hafen ermöglichte. Ab 1973 wurden die Kais erweitert, die Lagerhallen auf über 32.000 m² Lagerfläche und die Außenlager auf 5 Hektar Fläche vergrößert. 
Es ist geplant, den Hafen durch Vertiefung des Muara-Kanals auf 16 Meter für Schiffe mit größerem Tiefgang attraktiv zu machen. Teile des Hafens werden von der Firma Royal Dutch Shell für ihre Offshore-Tätigkeiten benutzt. Die Basis der Royal Brunei Navy dient dieser seit 1997 auch für die Stationierung von drei Versorgungsschiffen.